# The Living Daylights (chanson)
Pour les articles homonymes, voir The Living Daylights (homonymie).
Singles de a-ha
Manhattan Skyline
(1987) Stay on These Roads
(1988)
Chansons de James Bond
A View to a Kill
(1985) Licence to Kill
(1988)
The Living Daylights est un single du groupe a-ha, servant de générique d'entrée au film de James Bond sorti en 1987, Tuer n'est pas jouer (The Living Daylights).

## Création
John Barry, compositeur historique de la saga James Bond, est crédité comme coauteur et producteur de la version initiale de la chanson. Une deuxième version, réenregistrée par a-ha en 1988, apparait sur leur album Stay on These Roads. Le groupe avoue sans surprise préférer cette dernière version. Le single sera un tube planétaire.
Dans une interview de 1987, Barry raconte qu'il a trouvé le travail avec le groupe épuisant en raison de leur insistance pour utiliser leur propre version de la chanson pour la sortie. Dans une entrevue à Hotrod Magazine, le membre du groupe Magne Furuholmen explique que « le combat du groupe avec Barry a laissé un arrière-goût plutôt désagréable. Apparemment il nous a comparés à la Hitlerjugend dans un entretien à la presse ». Pål Waaktaar-Savoy prétend que Barry n'a jamais contribué au processus créatif et ne devrait pas avoir son nom sur les crédits. Pourtant, en 2006, il déclare à la télévision : « J'ai aimé le truc qu'il a ajouté à la piste, je veux dire qu'il lui a donné ce côté cool sur l'arrangement des cordes. C'est à ce moment-là que ça a commencé à ressembler à une jamesbonderie. »

## Clip
Le clip est réalisé par Steve Barron et tourné sur le plateau 007 des Pinewood Studios où tous les films de la saga sont tournés.

## Supports
- 45 Tours single
  1. The Living Daylights – 4:04
  2. The Living Daylights (Instrumental) – 4:04

- Maxi 45 Tours Vinyl single
  1. The Living Daylights (Extended Mix)– 6:59
  2. The Living Daylights – 4:04
  3. The Living Daylights (Instrumental) – 4:04

- Maxi 45 Tours Picture Disc Vinyl single Édition Limitée 
  1. The Living Daylights (Extended Mix)– 6:59
  2. The Living Daylights – 4:04
  3. The Living Daylights (Instrumental) – 4:04

## Positions dans lescharts
| Classement (1987) | Meilleure position |
| ----------------- | ------------------ |
| Norvège           | 1                  |
| Australie         | 29                 |
| Autriche          | 18                 |
| Canada            | 35                 |
| Pays-Bas          | 9                  |
| France            | 21                 |
| Allemagne         | 8                  |
| Irlande           | 2                  |
| Italie            | 3                  |
| Japon             | 42                 |
| Pologne           | 3                  |
| Afrique du Sud    | 5                  |
| Espagne           | 30                 |
| Suède             | 3                  |
| Suisse            | 8                  |
| UK Singles Chart  | 5                  |